# Kronhalsring

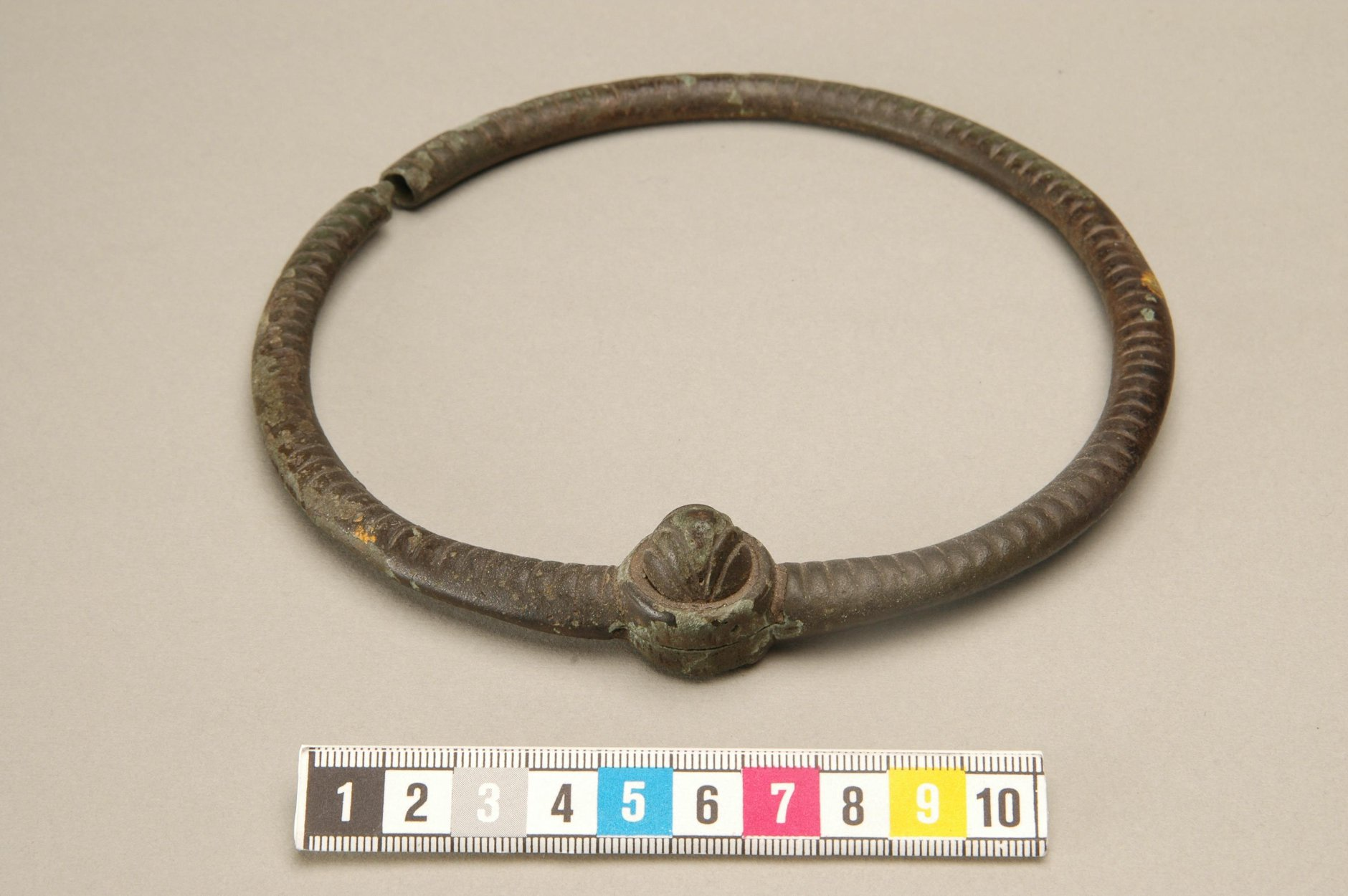
Yngre kronhalsring hittad i Danmark. Foto: Victoria Dabir

Kronhalsring är en typ av halssmycken från förromersk järnålder. De dateras till förromersk järnålder tiden 500 f. Kr. till 0.
Att de har fått namnet kronhalsringar beror på senare typer av ringarna ser ut som tjocka kungakronor, som barn brukar rita. Ringarnas har alltid ett gångjärn, som är i form av en rund cylinder med utsmyckning. Ringen var öppningsbar, med ett hål och en tapp som passar i öppningen. Ringarna var gjutna av brons. Deras yttre diameter var cirka 12–18 cm. Möjligen är de vidareutvecklingar av de vridna bronsåldersringarna, eller kan de ha västeuropeiska influenser. Vanligast är de äldre typerna i västra Danmark och nordvästra Tyskland. På Jylland har även gjorts fynd av gjutformar.
De yngre kronhalsringarna med riktiga spiror, har en annan utbredning i Europa. De förekommer i ett stråk från Danmark, Tyskland, Polen ned till Ukraina och Moldavien och kan dateras ca 250–100 f Kr. Denna spridning har kopplat samman spridningen med de folkvandringar som skedde från Danmark ner mot sydöstra Europa.
I Sverige finns bara fyra fynd av dessa äldre ringar. Två från Bohuslän och 1858 hittades två halsringar av denna typ i Vamlingbo på Gotland. Den första ringen hittades då man röjde en stenhög, som kan ha varit en stensättning eller ett röse. Samma år hittades ytterligare en ring på samma plats i en buske. Ringarna från Gotland är daterade till perioden 400–200 f Kr. De är svåra att datera eftersom de oftast är hittade ensamma utan andra fornfynd  i så kallade slutna fynd. Exemplaren från Vamlingbo är sannolikt danska. Men några halsringarna av den yngre typen kronhalsringar har man ännu inte hittat  i Sverige.